# Santa Oliva
Santa Oliva es un municipio español de la provincia de Tarragona, Cataluña. Su población según datos de 2017 era de 3315 habitantes.

## Historia
El lugar aparece citado en 938 en un documento que confirma la posesión de estas tierras por parte del monasterio de San Cugat. Se trataba de un territorio muy extenso que llegaba hasta el mar. En 1012 fue cedido a Isnabert para que se encargara de la repoblación una vez finalizada la reconquista. Se construyó primero una torre y luego un castillo para facilitar la vigilancia del lugar. A principios del siglo XII, Santa Oliva sufrió diversos ataques de los que tardó en recuperarse, tanto demográfica como económicamente.
Se produjeron diversas disputas entre los señores del castillo y el cenobio de San Cugat. La última de esta se dirimió en la curia de Tarragona que, en 1183, dictaminó que el monasterio poseía la señoría del castillo y del término aunque el señor del castillo, Bernat de Santa Oliva, podía seguir en él. Hasta el fin de las señorías, San Cugat conservó la jurisdicción sobre el lugar.

## Cultura
En la parte alta del municipio se conservan aún restos del antiguo castillo. Se trata de una torre de base rectangular que se encuentra adosada a la antigua sala de armas del castillo. Está cubierta con bóveda de medio punto y tiene una puerta rectangular en su fachada norte.
La antigua sala del castillo se convirtió en el siglo XVIII en el santuario de la Virgen del Remedio. El santuario se construyó anexando la antigua capilla románica dedicada a San Julián de la que aún conserva el ábside semicircular. Su cubierta es de bóveda de cañón reforzada con arcadas laterales.
La iglesia parroquial está dedicada a Santa María. Se trata de un edificio del siglo XII con una portalada de punto redondo y campanario de pared.
Santa Oliva celebra su Fiesta Mayor la última semana de agosto, siendo el jueves el día grande donde se realiza la procesión del Vot del Poble en honor a la Virgen del Remedio.
El Vot del Poble es una promesa que realizó el pueblo de Santa Oliva a la Virgen del Remedio; esta promesa consistía en que el pueblo se comprometía a sacar a la Virgen en procesión por el pueblo el último jueves del mes de agosto si la Virgen del Remedio libraba Santa Oliva de la epidemia de cólera que azotaba toda la zona de alrededor. Milagrosamente a Santa Oliva no llegó el cólera y desde entonces (1854) el pueblo de Santa Oliva sigue renovando los votos a su Virgen del Remedio cada último jueves de agosto desde hace ya más de 150 años.

## Geografía humana

### Demografía
Cuenta con una población de 3672 habitantes (INE 2024).
| Gráfica de evolución demográfica de Santa Oliva entre 1842 y 2021                                                     |
| |
| Población de derecho según los censos de población del INE. Población de hecho según los censos de población del INE. |

| 1497 | 1515 | 1553 | 1717 | 1787 | 1857 | 1877 | 1887 | 1900 |
| ---- | ---- | ---- | ---- | ---- | ---- | ---- | ---- | ---- |
| 14   | 21   | 30   | 111  | 308  | 579  | 686  | 704  | 635  |

| 1910 | 1920 | 1930 | 1940 | 1950 | 1960 | 1970 | 1981 | 1990 |
| ---- | ---- | ---- | ---- | ---- | ---- | ---- | ---- | ---- |
| 606  | 539  | 530  | 491  | 502  | 508  | 771  | 1127 | 1443 |

| 1992 | 1994 | 1996 | 1998 | 2000 | 2002 | 2004 | 2006 | — |
| ---- | ---- | ---- | ---- | ---- | ---- | ---- | ---- | - |
| 1526 | 1742 | 1828 | 1972 | 2101 | 2286 | 2598 | 2907 | — |

### Economía
La principal base económica es la agricultura. Santa Oliva es el municipio de toda la comarca con más hectáreas de regadío, gracias al aprovechamiento de las aguas subterráneas. Destacan, además de los huertos, el cultivo de frutales y de viñas. 
El pueblo cuenta con dos parques industriales con capacidad para grandes y medianas empresas.